# Чародейка (фильм, 1909)
«Чародейка» — короткометражный фильм 1909 года, снятый по отдельным сценам из одноимённой трагедии И. В. Шпажинского.
До 2023 года считался утерянным, пока не был найден и опубликован на YouTube.

## Сюжет
«Чародейка» переносит нас во времена наших предков и открывает пару страниц из их интимной жизни. На берегу реки вольной жизнью живёт красавица-вдова. У неё находит отдых от житейских дрязг и мал, и стар. Всех она влечёт к себе красотой, умом, весельем. Недаром слывёт она чародейкой. И вот увлёкся ею один старый князь. Забыто всё: и дом, и жена, и дети. Но ненадолго! Оскорблённая мать решила отстоять свои права во что бы то ни стало! Ей помощь предлагает сын. За честь матери он не постоит и перед убийством разлучницы! И вот уже занесён кинжал и готов вонзиться в грудь её, как вдруг опустилась рука! Начали действовать чары красотки, и через несколько минут он, уже покорённый, лежит у ног её. Но не дремлет мать и под видом странницы проникает к своей сопернице и отравляет её. Пришедший князь в ярости бросается с кинжалом на жену, но вонзает его в грудь бросившегося на защиту матери сына. Вот в кратких словах фабула пьесы, послужившей сюжетом для ленты. Хорошо разыгранная артистами, достигшими полного ансамбля, пьеса оставляет сильное впечатление и безусловно будет пользоваться большим успехом.

## Критика
Эта трагедия уже давно нам известная как очень интересная опера в музыке нашего бессмертного Чайковского. «Чародейка», как трагедия, всегда служит карьерной ролью для наших лучших артисток — для гастролей и дебютов эта трагедия была и остается незаменимой, но в этой трагедии Т/д Ханжонков отдал роли в благородные руки лучших наших артистов, уже успевших прославиться в кинематографии.

В этой трагедии изображена жизнь наших бояр — отец и сын любят одну и ту же. Чародейка своими чарами обоих их держит в повиновении, мать её убивает, и тут раньше всего и отец, и сын не могут простить этой мстительнице, её поступок их сильно ударил по нервам — одним словом, таланту есть где развернуться. Исполнительница заглавной роли бесподобна, вся лента смотрится с большим интересом, и считает нужным отметить, что в техническом отношении эта картина стоит гораздо выше выпусков, сделанных ране Т/д.

## Технические данные
Драма в 7 сценах. 365 м. 
Т/д А. Ханжонков 
Выпуск 28.Х.1909.Сцен. Василий Гончаров, 
реж. Василий Гончаров и Пётр Чардынин, 
опер. Владимир Сиверсен. 
Актёры: Любовь Варягина (Настасья), Александра Гончарова (служанка Настасьи), Пётр Чардынин (князь Курлятев), Е. Фадеева (его жена), Андрей Громов (их сын). 
Сцены из трагедии И. В. Шпажинского. 
Фильм сохранился без надписей.